# Lijst van vlaggen van Surinaamse deelgebieden
Dit artikel bevat een lijst van vlaggen van Surinaamse deelgebieden.

## Vlaggen van de Surinaamse districten

Brokopondo
Commewijne
Coronie
Marowijne
Nickerie
Para
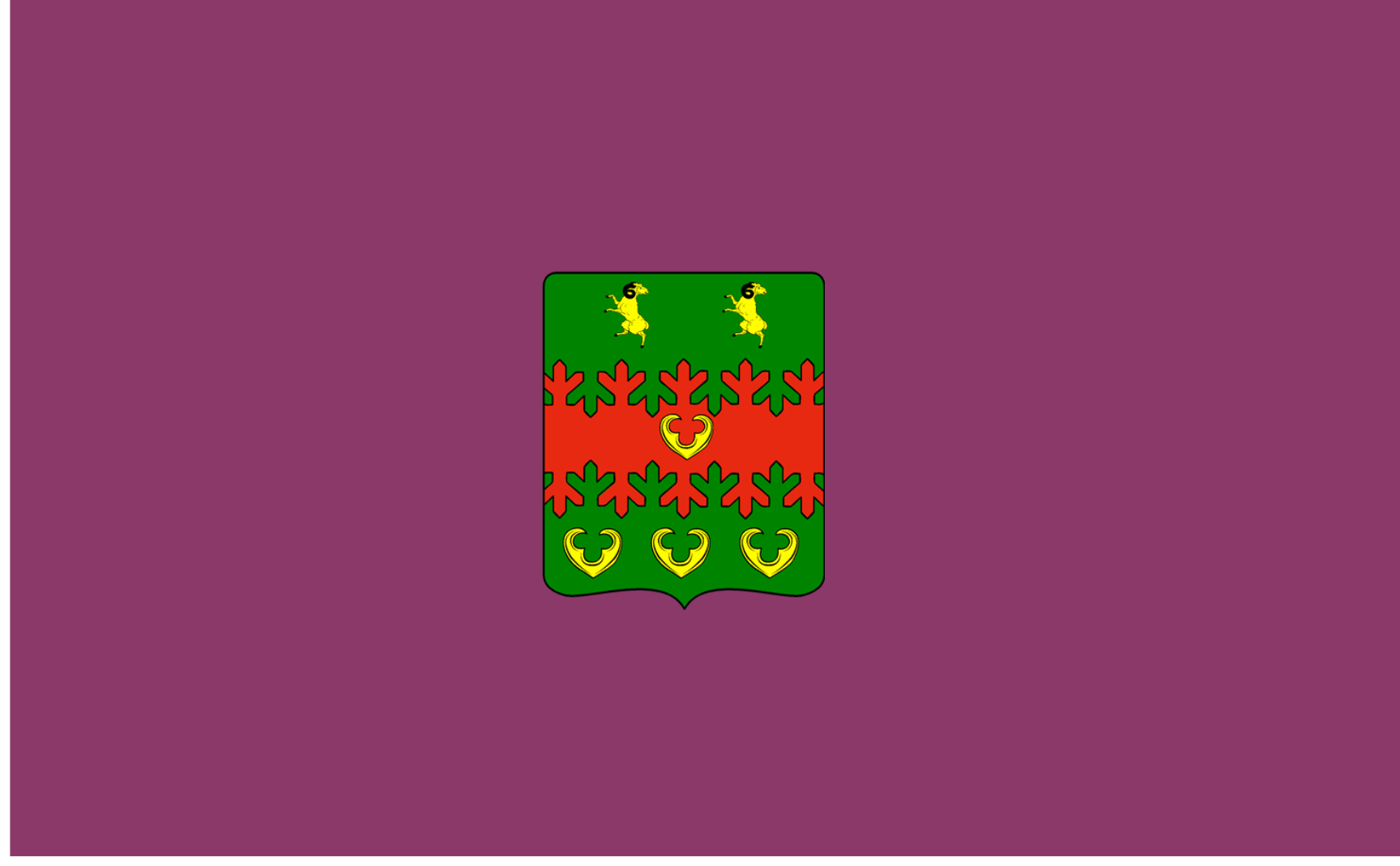
Paramaribo
Saramacca
Sipaliwini
Wanica